# フィリップ・ヘレヴェッヘ
フィリッペ・ヘレヴェーゲ（またはフィリップ・ヘレヴェッヘ。フラマン語：Philippe Herreweghe, 1947年5月2日 - ）は、ベルギーの指揮者。ドイツ音楽の専門家として知られており、なかでもバッハから新ウィーン楽派までを得意としている。今日では主要なバッハ研究家によって、正統的な歴史考証を踏まえたピリオド奏法によるバッハ演奏の開拓者の一人と認められており、また60余りの録音数から「ハルモニア・ムンディ・フランス」レーベルの顔の一人と見なされている。

## 人物・来歴
ヘント出身。少年時代をイエズス会の少年聖歌隊員として過ごす。実家が医者であったため、精神科医を目指してゲント大学の医学部で心理学を専攻するが、そのかたわらでヘント音楽院でピアノのほかに初期鍵盤楽器（オルガンおよびチェンバロ）を学ぶ。1970年代に職業音楽家として指揮活動に入り、コレギウム・ヴォカーレ・ヘントを創設するとともに医学を断念する。
間もなくニコラウス・アーノンクールやグスタフ・レオンハルトにその楽曲解釈が注目されるようになり、両者によるバッハ・カンタータ全集の録音に参加するようにコレギウム・ヴォカーレ・ヘントともども招聘される。
活き活きとして、正統的で雄弁なバロック音楽の解釈によって次第に各国で称賛を集めるようになり、1977年にパリでもう一つの古楽アンサンブルであるシャペル・ロワイヤルを設立し、フランス黄金時代の音楽を上演するようになる。これ以降はいくつかの演奏団体を股にかけて、ルネサンス音楽から現代音楽に至るまでを、的確な解釈で演奏することを試みるようになる。こうしてルネサンス音楽を専門とするヨーロッパ声楽アンサンブル、ロマン派音楽を専門とする古楽器オーケストラのシャンゼリゼ管弦楽団、主に20世紀音楽に特化したアンサンブル・ミュジック・オブリークを主宰するに至った。古楽器演奏家の中でも、これだけの数の演奏団体の統率者となっている人物は稀である。
近年はモダン・オーケストラの演奏にも取り組むようになり、1997年より王立フランドル・フィルハーモニー管弦楽団の音楽監督に就任し、ピリオド奏法によるベートーヴェンの交響曲全集の録音に取り組んでいる。
1993年にコレギウム・ヴォカーレとともにフランデレン音楽大使に選任され、1997年にはルーヴェン・カトリック大学より名誉博士号を、2003年にはフランス政府よりレジオン・ドヌール・シュヴァリエ章を授与されている。
初来日は、シャンゼリゼ管弦楽団とコレギウム・ヴォカーレ・ヘントを率いての1998年。

## 主要音源
- バッハ／マタイ受難曲（シャペル・ロワイヤル、仏ハルモニア・ムンディ）[2]
- バッハ／ヨハネ受難曲（コレギウム・ヴォカーレ・ヘント、仏ハルモニア・ムンディ）[3]
- バッハ／ミサ曲ロ短調（コレギウム・ヴォカーレ・ヘント、仏ハルモニア・ムンディ）[4]
- フォーレ／レクィエム 1893年版（アンサンブル・ミュジック・オブリク、仏ハルモニア・ムンディ）
- ブルックナー／交響曲第7番（シャンゼリゼ管弦楽団、仏ハルモニア・ムンディ）
- フランク／交響曲（同上）
- ブラームス／ドイツ・レクイエム（同上）
- シューマン／ピアノ協奏曲、チェロ協奏曲（同上）
- メンデルスゾーン／真夏の夜の夢（同上）
- メンデルスゾーン／オラトリオ《聖パウロ》（同上）
- ベートーヴェン／交響曲第9番（同上）
- モーツァルト／レクィエム（シャペル・ロワイヤル、仏ハルモニア・ムンディ）
- ラモー／華麗なるインドの国々（同上）
- シュッツ／音楽による埋葬（同上）